# الإقامة على الأرض (كتاب)
الإقامة على الأرض (بالإسبانية: Residencia en la Tierra)‏ هو كتاب للشاعر التشيلي بابلو نيرودا يتألف من جزئين. كُتب الجزء الأول بين عامي 1925 و1931، بينما كُتب الثاني بين عامي 1931 و1935. وهي مجموعة أعمال شعرية يبتعد فيها المؤلف عن بساطة أعماله السابقة (خاصةً "عشرون قصيدة حب وأغنية يأس" الناجحة) ويتعمق في الأساليب السريالية، مؤدية إلى لغة مبهمة وميتافيزيقية.
نُشرت النسخة الأولى من العمل، المعروفة بـ الإقامة الأولى، في عام 1933 بواسطة دار النشر "ناسيمنتو" في سانتياغو، بينما نُشرت النسخة النهائية من العمل في مدريد عام 1935 حيث أُضيفت تسع قصائد أخرى إلى تلك التي نُشرت في عام 1931، والتي ستشكل لاحقًا ما يُسمى بـ "الإقامة الثانية". وتُعتبر نسخة 1935 هي أول نشر كامل للعمل.
مع صدور "''إسبانيا في القلب''"، كان نيرودا قد أشار بالفعل إلى احتمالية نشرالإقامة الثالثة، حيث ذكر في "ملاحظة من المؤلف" أن هذا العمل "يعد جزءًا من المجلد الثالث من الإقامة على الأرض". في عام 1947، ونُشرتالإقامة الثالثة بواسطة دار نشر "لوسادا" في بوينس آيرس، وهو العمل الذي اختتم ما يُسمى بـ "دورة الإقامات". يتضمن هذا الكتاب قصائد كُتبت بين عامي 1935 و1945، مثل "إسبانيا في القلب"، "الحقد والألم"، "نشيد الحب لستالينغراد" و"نشيد جديد للحب لستالينغراد"، بالإضافة إلى أعمال أخرى غير منشورة. تُعتبر هذه الإقامة الأخيرة عادةً استمرارية للأعمال السابقة التي تشكل الجزئين الأولين، أكثر من كونها جزءًا متكاملاً منها.